# کوروش موسوی
کوروش موسوی (زاده ۷ بهمن ۱۳۵۳ شهرستان ایذه) یک سرمربی فوتبال اهل ایران است.
وی که پیش از این به عنوان مربی دروازه‌بان‌ها مشغول به کار بوده‌است، در سال ۱۳۹۴ به همراه تیم فولاد نوین به لیگ برتر خلیج فارس صعود کرد و توسط کانون مربیان فوتبال ایران به عنوان برترین سرمربی لیگ یک انتخاب شد.
موسوی در فصل ۱۳۹۴–۱۳۹۵ از هفته پنجم هدایت نساجی مازندران را در لیگ آزادگان برعهده گرفت و با این تیم به رده هشتم جدول رسید.